# Carașova
Carașova é uma comuna romena localizada no distrito de Caraș-Severin, na região de Banato. A comuna possui uma área de 143.39 km² e sua população era de 3169 habitantes segundo o censo de 2007.